# Список чемпіонів Гонконгу з футболу
Чемпіони Гонконгу з 1908 по 2013 рік визначались за результатами Першого дивізіону Гонконгу, після чого чемпіон став визначатись за підсумками сезону у Прем'єр-лізі.
Клуб «Саут Чайна» є найуспішнішим клубом, вигравши 41 чемпіонат з моменту їх першої участі в 1941 році, а клуб «Сейко» став рекордсменом за кількістю здобутих титулів чемпіона Гонконгу поспіль, здобувши сім титулів між сезонами 1978/79 та 1984/85 років.

## Чемпіони
Футбольна асоціація Гонконгу офіційно визнає результати чемпіонатів тільки з сезону 1945/46.
| Клуб                    | Кількість перемог в чемпіонаті | Переможні сезони |
| ----------------------- | ------------------------------ | --- |
| Саут Чайна              | 41                             | 1923/24, 1930/31, 1932/33, 1934/35, 1935/36, 1937/38, 1938/39, 1939/40, 1940/41, 1948/49, 1950/51, 1951/52, 1952/53, 1954/55, 1956/57, 1957/58, 1958/59, 1959/60, 1960/61, 1961/62, 1965/66, 1967/68, 1968/69, 1971/72, 1973/74, 1975/76, 1976/77, 1977/78, 1985/86, 1986/87, 1987/88, 1989/90, 1990/91, 1991/92, 1996/97, 1999/2000, 2006/07, 2007/08, 2008/09, 2009/10, 2012/13 |
| Сейко                   | 9                              | 1972/73, 1974/75, 1978/79, 1979/80, 1980/81, 1981/82, 1982/83, 1983/84, 1984/85 |
| Кітчі                   | 8                              | 1947/48, 1949/50, 1963/64, 2010/11, 2011/12, 2013/14, 2014/15, 2016/17 |
| Хеппі Веллі             | 6                              | 1964/65, 1988/89, 1998/99, 2000/01, 2002/03, 2005/06 |
| Істерн                  | 5                              | 1955/56, 1992/93, 1993/94, 1994/95, 2015/16 |
| Роял Гаррісон Артіллері | 5                              | 1909/10, 1912/13, 1914/15, 1915/16, 1917/18 |
| Чайніс                  | 3                              | 1927/28, 1928/29, 1929/30 |
| Сань Хей                | 3                              | 2001/02, 2003/04, 2004/05 |
| Баффс                   | 2                              | 1908/09, 1910/11 |
| Кінгс Оун Ріфайлс       | 2                              | 1911/12, 1922/23 |
| Саут Велш Бордерерс     | 2                              | 1931/32, 1933/34 |
| Коулун Мотор Бас        | 2                              | 1953/54, 1966/67 |
| Дабл Флауер             | 2                              | 1995/96, 1997/98 |
| Лайт Інфентрі           | 1                              | 1913/14 |
| Роял Інжинірс           | 1                              | 1916/17 |
| Роял Неві               | 1                              | 1918/19 |
| Гонконг                 | 1                              | 1919/20 |
| Вілтшир Реджимент       | 1                              | 1920/21 |
| ХМС Карью               | 1                              | 1921/22 |
| Іст Суррей Реджимент    | 1                              | 1924/25 |
| Коулун                  | 1                              | 1925/26 |
| Рекрею                  | 1                              | 1926/27 |
| Ольстер Гардс           | 1                              | 1936/37 |
| Роял Ейр Форс           | 1                              | 1945/46 |
| Сін Дао                 | 1                              | 1946/47 |
| Юань Лан                | 1                              | 1962/63 |
| Джардінс                | 1                              | 1969/70 |
| Гонконг Рейнджерс       | 1                              | 1970/71 |